# Тяжка гарячка з синдромом тромбоцитопенії
Тяжка гарячка з синдромом тромбоцитопенії (англ. Severe fever with thrombocytopenia syndrome / SFTS) — вірусна інфекційна хвороба, яку спричинює бандавірус Дабіє, ще відомий як вірус тяжкої гарячки з синдромом тромбоцитопенії (ТГСТ) і вірус Хуаяншаню (англ. Huaiyangshan virus).

## Історичні факти
Вперше зареєстрована з кінця березня до середини липня 2009 року у сільських районах провінцій Хубей і Хенань у Центральному Китаї. У 2013 році Японія та Республіка Корея також повідомили про кілька випадків хвороби та смертей від неї.
На початку 2020 року спалах стався у Східному Китаї, понад 37 людей виявили у провінції Цзянсу, тоді як ще 23 були виявлені в провінції Аньхой у серпні 2020 року. Сім людей загинули.

## Актуальність
Летальність коливається від 12 до 30 %. Широке географічне поширення, відносно високий рівень летальності та потенціал передачі від людини до людини роблять збудника помітною загрозою для здоров'я населення як на регіональному, так і на міжнародному рівні.

## Етіологія
Бандавірус Дабіє / SFTS-вірус приналежить до роду Bandavirus родини Phenuiviridae. Вважається, що він виник 50–150 років тому і нещодавно зазнав скачка чисельності.
Про молекулярну епідеміологію та структуру цього зоонозного збудника відомо дуже мало. Повний геном вірусу виділений у пацієнта з провінції Хенань у 2011 році. Складається з трьох сегментів: L (великий), M (середній) і S (малий). Нуклеокапсидні (N) та неструктурні (NS) білки кодуються на сегменті S, тоді як сегменти L і M кодують РНК-залежну РНК-полімеразу та глікопротеїни Gn-Gc, що обволікають глікопротеїд, відповідно. Секвенування та аналіз цілого геному підтвердили, що SFTS є новим вірусом і найтісніше пов’язаний з вірусом Укуніємі. Усі штамові послідовності SFTS-вірусу, що доступні у GenBank, схожі незалежно від місця їх відбору, що свідчить про відносно недавнього загального предка. Подальший аналіз виявив структурні однаковості між SFTS-вірусом і збудником гарячки Рифт Валлі у залишках їх нуклеокапсидів, що відповідають за олігомеризацію та зв'язування РНК, припускаючи, що віруси мають подібні режими складання вищого порядку.
Філогенези, оцінені на основі повнорозмірних послідовностей генів SFTSV, продемонстрували чотири основні лінії, названі A, B, C і E. Всі ізоляти від тварин (собак, котів, буйволів та великої рогатої худоби) належали до лінії А.

## Епідеміологічні особливості
Життєвий цикл збудника, швидше за все, включає переносників членистоногих та хазяїв тварин. Люди, здається, в основному є випадковими хазяями. Збудника виявлено у кліщів Haemaphysalis longicornis та Rhipicephalus microplus, відібраних у ряду домашніх тварин, включаючи велику рогату худобу, буйволів, кіз, котів і собак.
Передача людям відбувається завдяки укусам кліщів через трансмісивний механізм передачі інфекції. Передача від людини до людини не зазначалася у ранніх звітах, але з тих пір була виявлена і задокументована. Трапляється у сільських районах Китаю з березня по листопад, більшість випадків — з квітня по липень. У липні 2017 року японські лікарі повідомили, що жінка померла від цієї хвороби після укусу кішки, яка, можливо, сама заразилася від укусу кліща. У жінки не було видимих укусів кліща, що змусило лікарів вважати, що кішка, яка також померла, була джерелом і переносником інфекції.

## Клінічні прояви
Основними клінічними проявами є гарячка, блювання, діарея, поліорганна недостатність.

## Діагностика
У клінічному аналізі крові спостерігається тромбоцитопенія і лейкопенія. У біохімічному аналізі крові відзначається підвищена активність аланінамінотрансферази та аспартатамінотрансферази.

## Лікування
Рибавірин (30 мг / кг як початкова навантажувальна доза, 15 мг / кг на добу протягом 4 днів, а потім 7,5 мг / кг на добу як підтримуюча доза) призначали перорально впродовж 11 днів, а плазмообмін проводився впродовж 5 днів. Проводиться симптоматична терапія.

## Профілактика
В ендемічних регіонах слід запобігати укусам кліщів. З метою попередження нападу кліщів при відвідуванні місць, де можуть бути кліщі, рекомендується одягатися в світлий однотонний, з довгими рукавами, щільно прилеглий до тіла одяг, щоб було легше помітити повзаючих кліщів. Голову слід покривати головним убором. Проводити під час прогулянки само- та взаємоогляди через кожні 2 години та ще раз вдома. Особливо ретельно потрібно обстежувати ділянки тіла, покриті волосся. Звільняти від сухої трави, гілок, хмизу в радіусі 20-25 м місце для привалів, нічного сну на природі. Вдома одразу слід змінити одяг, білизну, ретельно їх оглянути, випрати та випрасувати. Не можна залишати цей одяг біля ліжка чи спати в ньому. Витрушування одягу не позбавляє від кліщів. Використовувати для захисту від кліщів ефективні засоби, що їх відлякують. Їх наносять на відкриті частини тіла (крім обличчя) і на одяг. Після нанесення на шкіру репеленти діють від 15 хвилин до 10 годин, що залежить від температури, вологості повітря, якості засобу. Засіб, нанесений на одяг, діє довше, чим при нанесенні його на шкіру. Користуватись репелентами слід з урахуванням особливостей свого організму. Якщо кліщ все ж таки присмоктався, необхідно видалити його як можна швидше. 